# Jean-Jacques Boissard

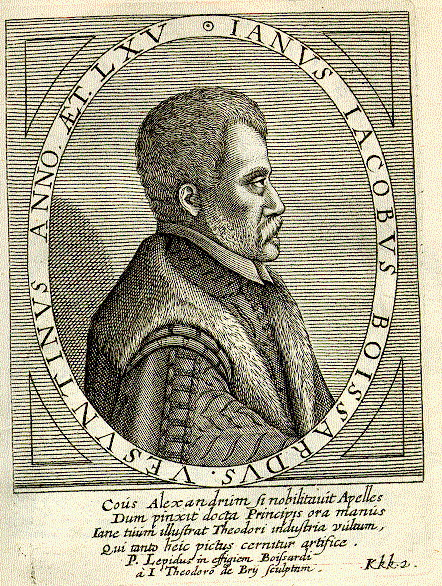
Jean Jacques Boissard

Jean-Jacques Boissard (* um 1528 in Besançon; † 30. Oktober 1602 in Metz) war ein französischer Antikensammler und lateinischer Dichter.

## Leben
Jean-Jacques Boissard führte ein bewegtes Leben und war einen großen Teil der Zeit auf Reisen. Seine zunächst aufgenommenen theologischen Studien in Deutschland und den damaligen Niederlanden (Löwen) gab er aus Unzufriedenheit mit seinem strengen Lehrer auf und schloss sich seinem Onkel, dem Humanisten und Privatlehrer Hugues Babet (Hugo Babelus, 1474–1556) an. Nach Durchqueren eines großen Teils von Deutschland kam er nach Italien, wo er mehrere Jahre blieb und öfters in wirtschaftliche Bedrängnis geriet. In Rom verbrachte er beträchtliche Zeit im Gefolge des Kardinals Antonio Carafa, entwickelte eine Vorliebe für Altertümer und begann Artefakte aus der antiken Stadt und ihrer Umgebung zu sammeln.
Er besuchte danach die Inseln des griechischen Archipels mit der Absicht, Griechenland zu bereisen, jedoch zwang ihn eine schwere Krankheit zur Rückkehr nach Rom. Hier nahm er seine Lieblingsbeschäftigung mit großem Eifer wieder auf, vervollständigte seine Artefaktensammlung und kehrte nach Frankreich zurück. Da er sich einige Zeit zuvor der Hugenottenkirche anschlossen hatte, ihm aber das öffentliche Bekenntnis seiner Religion nicht gestattet war, ließ er sich wegen der Anfeindungen nach 1560 in Metz nieder.
Als Privatlehrer junger Adliger hatte er jedoch weiter Gelegenheit zu weiten Reisen. Unter anderem waren ihm nacheinander die beiden Söhne des calvinistischen Führers Seigneur de Clervant zur Erziehung anvertraut. In diese Periode fällt auch ein Aufenthalt in der Universitätsstadt Padua zur Zeit der Pest im Jahre 1576. Viele Menschen aus seinem Bekanntenkreis starben an der Epidemie, was ihn verständlicherweise tief berührte. Ab dem Jahre 1583 hielt er sich dauerhafter in Metz auf und heiratete im Jahre 1587 Marie Aubry, die Tochter seines bisherigen Druckers und Verlegers Jean Aubry. Später jedoch brachten ihn seine Veröffentlichungen immer mehr in Kontakt deutschen Verlegern und hier vor allem in eine enge Zusammenarbeit mit Theodor de Bry.

## Künstlerische Tätigkeit
Boissard hatte auf seinen Reisen viele Gelehrte kennengelernt, deren biographische Fakten und Bilder gesammelt bzw. die Personen auch eigenhändig porträtiert. Mit dem Kupferstecher und Verleger Theodor de Bry gab er in Frankfurt am Main 1597–1598 100 Gelehrtenporträts heraus und bezeichnete sie als Icones virorum illustrium doctrina et eruditione praestantium ad vivum effictae cum eorum vitis. Die Sammlung wuchs innerhalb eines halben Jahrhunderts durch die Söhne de Brys und deren Nachfolger unter dem bekannteren Namen Bibliotheca chalcographica auf über 400 Porträts heran.

## Schriften

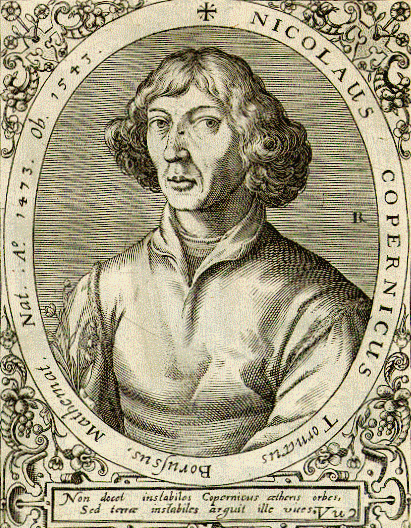
Copernicus-Porträt in Icones Virorum Illustrium

Boissard nutzte für seine emblematischen Texte und Grafiken seine archäologischen und philologischen Kenntnisse der Antike.
- Ovids Metamorphosen. 1556.
- Poemata. 1574.
- Emblemata cum tetrastichis latinis Metz. Jean Aubry, 1584.
- Emblematum liber. 1588, Frankfurt am Main, 1593.
  - Französische Übersetzung: Jean Jacques Boissard’s Emblemes, nouvellement mis de latin en françois par Pierre Joly. Abraham Faber, Metz 1595 (online).
- Icones Virorum Illustrium. 1597.
- mit Theodor de Bry: Bibliotheca chalcographica, hoc est Virtute et eruditione clarorum Virorum Imagines. Clemens Ammon, Heidelberg 1669 (uni-mannheim.de).
- Vitae et Icones Sultanorum Turcicorum, etc. 1597.
- Theatrum Vitae Humanae Metz. Abraham Faber, 1596.
- Romanae Urbis Topographiae et Antiquitatum. 1597–1602 (digi.ub.uni-heidelberg.de).
- De Divinatione et Magicis Praestigiis. 1605.
- Habitus Variarum Orbis Gentium. 1581.